# Галайчук Володимир Васильович
Володимир Васильович Галайчу́к (нар. 29 січня 1973, м. Кременець Тернопільської області) — український науковець, етнолог.

## Життєпис
Народився 29 січня 1973 у м. Кременці Тернопільської області.

### Освіта
У 1989 закінчив Кременецьку СШ № 3 і вступив на філологічний факультет Львівського державного університету імені Івана Франка.
По закінченню навчання вступив до аспірантури (У 2004 році захистив дисертацію на здобуття наукового ступеня кандидата філологічних наук зі спеціальності 10.02.01 — українська мова).
У 2021 захистив докторську дисертацію на здобуття наукового ступеня доктора історичних наук зі спеціальності 07.00.05 – етнологія на тему: «Традиційні демонологічні уявлення українців про домашніх духів».

### Кар'єра
- 1998 — молодший науковий співробітник, науковий співробітник відділу історичної етнології (до реорганізації — відділ карпатознавства) Інституту народознавства НАН України.
- З 2005 — доцент кафедри етнології історичного факультету Львівського національного університету імені Івана Франка.
- З 2022 — професор кафедри етнології історичного факультету Львівського національного університету імені Івана Франка.

## Сфера наукових зацікавлень
Традиційна духовна культура українців: рослини у світоглядних уявленнях українців, українська демонологія, календарна обрядовість українців.

## Найважливіші праці
- Галайчук В. Прозовий фольклор Київського Полісся // Полісся України: Матеріали історико-етнографічного дослідження. — Львів: Інститут народознавства НАН України, 1997. — Вип. 1: Київське Полісся. 1994. — С. 229–244
- Галайчук В. Демонологічні персонажі Середнього Полісся (за матеріалами експедицій) // Українська філологія: школи, постаті, проблеми: Збірник наукових праць Міжнародної наукової конференції, присвяченої 150-річчю від дня заснування кафедри української словесності у Львівському університеті. — Львів: Світ, 1999. — Ч. 2. — С. 471–485
- Галайчук В. Календарно-обрядовий фольклор Овруччини: огляд мотивів та образів // Полісся України: Матеріали історико-етнографічного дослідження. — Львів: Інститут народознавства НАН України, 1999. — Вип. 2: Овруччина. 1995. — С. 245–272
- Галайчук В. Жанрова палітра та основні мотиви календарної поезії в експедиційних записах з Полісся 1996 року // Полісся України: Матеріали історико-етнографічного дослідження. — Львів: Інститут народознавства НАН України, 2003. — Вип. 3: У межиріччі Ужа і Тетерева. 1996. — С. 249–266
- Галайчук В. Прозовий фольклор Полісся в записах 1996 року // Полісся України: Матеріали історико-етнографічного дослідження. — Львів: Інститут народознавства НАН України, 2003. — Вип. 3: У межиріччі Ужа і Тетерева. 1996. — С. 277–290
- Галайчук В. «Взаємини» людини та домовика у віруваннях українців Полісся // Вісник Львівського університету. Серія історична. 2003. — Львів: ЛНУ ім. Івана Франка, 2003. — Вип. 38. — С. 568–584
- Галайчук В. Лексичні одиниці мікросистеми «Рослини» в українських фольклорних текстах: Автореф. дис… к-та філол. наук: 10. 02. 01 / ЛНУ ім. Івана Франка. — Львів, 2004. — 20 с.